# 穿著Prada的惡魔2
《穿著Prada的惡魔2》（英語：The Devil Wears Prada 2）是一部預計於2026年上映的美国黑色幽默喜劇劇情片，改编自劳伦·维斯贝格尔的同名小说，由大衛·法蘭科執導及艾莲·布洛什·麦肯纳執筆，梅丽尔·斯特里普、安妮·海瑟薇、史丹利·特治、 艾蜜莉·布朗和肯尼斯·布萊納主演。

## 演員
- 梅丽尔·斯特里普飾演米兰达·普瑞斯特利（Miranda Priestly）
- 安妮·海瑟薇飾演安德莉亚·安迪·萨克斯（Andrea "Andy" Sachs）
- 史丹利·特治飾演奈杰尔（Nigel）
- 艾蜜莉·布朗飾演艾米丽·查尔顿（Emily Charlton）
- 肯尼斯·布萊納飾演米兰达的新任丈夫（Miranda's new husband）
- 劉玉玲[3]
- 賈斯汀·塞洛克斯[3]
- B·J·诺瓦克[3]
- 寶琳·夏勒梅[3]
- 瑞秋·布魯姆[4]
- 派翠克·布蘭莫[4]

## 製作
2013年，蘿倫·薇絲柏格創作了續集《穿著Prada的惡魔2：復仇》。然而，由於兩位主演並不熱衷於拍攝續集，該片的電影版或任何續集似乎無法成行。據報道，梅丽尔·斯特里普曾表示她對拍攝續集不感興趣；而安妮·海瑟薇則表示她有興趣與原班人馬合作，但必須是「完全不同的作品」。
2024年7月，《穿著Prada的惡魔》續集正在開發製作中，艾莲·布洛什·麦肯纳回歸編寫劇本，梅丽尔·斯特里普、安妮·海瑟薇、艾蜜莉·布朗和史丹利·特治將重新扮演原片中的角色。
大衛·法蘭科正在洽談回歸導演一職。
主體拍攝於2025年6月30日開始，大衛·法蘭科確認擔任導演，肯尼斯·布萊納正式加入演員陣容。同日宣布艾德·葛納不會在續集中繼續扮演奈特·库伯的角色。

## 外部連結
- 互联网电影数据库（IMDb）上《穿著Prada的惡魔2》的资料（英文）